# Rudolf Kehrer
Rudolf Kehrer (ruski: Рудольф Рихардович Керер; Tbilisi, 10. srpnja 1923. – Berlin, 29. listopada 2013.) bio je ruski pijanist i glasovirski pedagog njemačkoga podrijetla. Zbog političkih mu je razloga godinama bila uskraćivana mogućnost slobodnoga kretanja i putovanja, pa je dugo bio poznat samo u državama tzv. Istočnoga bloka. Bio je osobito cijenjen zbog svojih upečatljivih interpretacija glasovirskih koncerata Johannesa Brahmsa, Petra Iljiča Čajkovskog, Sergeja Rahmanjinova i Dmitrija Šostakoviča, te glasovirskih sonata i skladba Ludwiga van Beethovena, Frédérica Chopina i Sergeja Prokofjeva.

## Životopis
Rudolf Kehrer rođen je 1923. u Tbilisiju (tadašnjem Tiflisu) u obitelji švapskih doseljenika. Otac mu i djed bijahu graditelji glasovira, pa stoga ne čudi da je i Rudolf – kao glazbeno nadareni šestgodišnjak – bio takoreći predodređen da postane pijanist. Do svoje 14. godine znao je svirati gotovo sve Chopinove glasovirske etide, a kao petnaestgodišnjak je prvi puta javno nastupio kao solist izvodeći popularni Prvi koncert za glasovir i orkestar u b-molu Petra Iljiča Čajkovskog. Sve je to ukazivalo na moguću briljantnu karijeru koncertnog pijanista, ali su povijesna zbivanja – točnije, početak Drugoga svjetskoga rata i osobito njemački napad na SSSR 1941. sasvim preokrenuli i zagorčali život obitelji Kehrer i ostalim njemačkim doseljenicima. Kehrerovi su iz Gruzije deportirani u Kazahstan, gdje je i Rudolf bio prisiljen naporno raditi na jednoj plantaži pamuka. Sljedećih 13 godina nije uopće mogao ni svirati, ni slušati glazbu: na drvenoj si je dasci nacrtao glasovirske tipke, pa je tako „u gluho“ vježbao i održavao sviračku tehniku. Budući da su takve okolnosti naprasno prekinule njegovo bavljenje glazbom, Kehrer je završio izvanredni studij matematike i fizike, da bi te predmete mogao predavati nižim razredima jedne škole i tako prehranjivati vlastitu obitelj. Tek su se poslije Staljinove smrti životne prilike i politički položaj ruskih Nijemaca polako počeli poboljšavati: iako je Kehrer u to vrijeme već bio tridesetjednogodišnjak, ipak je još uvijek želio biti koncertni pijanist. Zato je 1954. nastavio studij glasovira na Konzervatoriju u Taškentu, gdje je tri godine poslije s velikim uspjehom diplomirao te istodobno bio pozvan preuzeti vlastitu klasu studenata. U Taškentu bi zasigurno zauvijek i ostao da mu 1961. nisu – uz posebnu dozvolu zbog prekoračene dobne granice – omogućili nastup na 2. Sovjetskom državnom natjecanju glazbenika u Moskvi. Postignuti uspjeh bio je veći od očekivanoga: na tom je natjecanju Kehrer svojim izvedbama nadmoćno pobijedio svoje konkurente osvojivši najveći mogući broj bodova. U odluci o proglašenju pobjednika, članovi žirija su o Kehreru zapisali: »On je istinski fenomen u glazbenom životu Sovjetskoga saveza, veliki talent zrele osobnosti opremljen najkvalitetnijim pijanističkim umijećem...« Taj mu je uspjeh omogućio da prihvati ponuđeno mjesto profesora na Moskovskom konzervatoriju, ali i da istodobno postane stalnim solistom Moskovske filharmonije. Potkraj 1980-ih Kehreru je napokon ukinuta zabrana putovanja u inozemstvo pa je, poslije 29 godina uspješne pedagoške djelatnosti u Moskvi, 1990. prihvatio poziv i mjesto gostujućeg profesora glasovira na Visokoj školi za glazbu i scensku umjetnost (njem. Hochschule für Musik und darstellende Kunst) u Beču, gdje je podučavao do 1998.
Tijekom bogate koncertne i dugogodišnje pedagoške karijere Rudolf Kehrer je održao više od 2000 solističkih koncerata u Sovjetskom savezu, državama tzv. Istočnoga bloka i Japanu. Također je često sudjelovao u radu žirija mnogih uglednih međunarodnih pijanističkih natjecanja i redovito održavao majstorske tečajeve za mlade pijaniste. Dva takva tečaja održao je i u Zadru: 1989. i 1990. godine.

## Nagrade i priznanja
Rudolf Kehrer je za svoja umjetnička postignuća primio mnogobrojne ugledne nagrade i priznanja, među kojima se osobito ističu:
- 1977. – Zwickau: nagrada »Robert Schumann« (njem. Robert-Schumann-Preis)
- 1978. – Zaslužni umjetnik SSSR-a (rus. Заслуженный деятель искусств РСФСР)
- 1983. – Narodni umjetnik SSSR-a (rus. Народный артист РСФСР)
- rumunjski orden Meritul Cultural za osobite zasluge u kulturi
- orden za osobite zasluge u kulturi Republike Poljske
- 2004. – nagrada za umjetnička postignuća u glazbi (njem. Russlanddeutschen Kulturpreis für Musik) njemačke savezne pokrajine Baden-Württemberg[7]

## Vanjske poveznice
- allpianists.ru – КЕРЕР Рудольф Рихардович (životopis) (rus.)
- www.rudolf-kehrer.info – Thomas Sandvoß: »Schwere Schicksalsjahre bis zum Erfolg … Skizzen aus dem Leben des Pianisten Rudolf Kehrer« (životopis) (njem.)
- Chopin-Gesellschaft Darmstadt: Prof. Rudolf Kehrer  Arhivirana inačica izvorne stranice od 7. travnja 2014. (Wayback Machine) (životopis) (njem.)
- Goethe Institut Tbilissi – Rudolf Kehrer (životopis) (njem.)
- BR Klassik – Der Pianist Rudolf Kehrer ist tot (njem.)
- Discogs.com – Rudolf Kerer (diskografija) (engl.)
- Rudolf Kehrer Archive (diskografija) (njem.) (engl.)
- IMDb: Das Ende einer Odyssee – Der Pianist Rudolf Kehrer (kratki dokumentarni film o životu Rudolfa Kehrera)